# 에린 침략의 서
『에린 침략의 서』(고대 아일랜드어: Lebor Gabála Érenn 레보르 가발라 에렌, 아일랜드어: Leabhar Gabhála Éireann 레바르 가발라 에런 영어: Book of the Taking of Ireland), 약자 LGÉ는 여러 판본이 존재하는 게일어 운문 및 산문집으로서, 가장 이른 판본은 11세기에 익명의 저자가 편찬했다. 천지창조 때부터 중세에 이르기까지 아일랜드의 역사를 서술했다고 주장하는 유사역사서다. 『에린 침략의 서』는 에린(아일랜드섬) 땅에 여섯 민족이 차례로 정착(내지 "침략")했다고 서술하고 있는데, 순서대로 카사르인, 파르홀론인, 네메드인, 피르 볼그, 투어허 데 다넌, 밀레시안이다. 이 중 마지막 밀레시안이 게일인이며, 투어허 데 다넌은 고대 켈트족의 신들을 표현한 것으로 보인다.
『에린 침략의 서』는 당대에 큰 영향을 미쳤으며 19세기에 이르기까지 시인들과 학자들에게 관습적으로 역사적 사실로 받아들여졌다. 그러나 오늘날의 학자들은 그 내용을 신화일 뿐 역사로 받아들이지 않는다. 최소한의 역사성을 인정받는 것은 중세 초기에 관한 내용 뿐이다.
이 책은 중세의 다른 기독교 유사역사서들과 출애굽기 이야기에 영감을 받아 만들어졌고, 게일인들의 조상들이 믿던 토착 종교(즉 켈트 신화)의 내용이 습합되었다. 이 책의 저자들이 이 책을 편찬한 목적은 게일인들에게 이스라엘인들과 같은 장대한 민족의 기원을 부여하고 자민족의 신화를 기독교적으로 올바른 역사관에 흡수시키기 위한 것으로 생각된다. 말하자면 “기독교 세계의 연표와 아일랜드의 태고사 사이의 간극에 다리를 놓기 위해 쓰여진” 것이었던 셈이다. 예컨대 에린 땅에 여섯 차례의 도래가 이루어졌다는 이야기는 아우구스티누스의 “세계의 여섯 시대”에 맞추어 만들어졌을 것이다.

## 기원과 편찬의도
토마스 오 라힐러는 『에린 침략의 서』(이하 LGÉ로 약칭)를 비판적으로 분석하면서 LGÉ에는 다음과 같은 3중의 편찬의도가 있다고 논했다.

첫 번째로 이전의 서로 다른 민족들의 기억을 망각해 버림으로써 인구의 통일을 꾀함이요, 두 번째로 기독교 이전 토착종교의 신들을 일개 필멸자로 격하시킴으로써 그 영향력을 약화시키기 위함이요, 세 번째로 여러 왕조들이 알맞게 끼워맞춰질 수 있는 족보를 조작해내기 위함
 firstly to unite the population by obliterating the memory of previous and different ethnic groups, secondly to weaken the influence of pre-Christian pagan religions by converting their gods into mere mortals, and thirdly to manufacture pedigrees into which the various dynastic groups could conveniently be fitted

저자들은 자민족 게일인에게 구약에서 이스라엘인들이 그랬던 것과 같은 장대하고 서사시적인 역사를 부여하고자 했을 것이라 생각된다. 달리 말하자면 이 만들어진 역사는 게일인이라는 민족을 아담으로 소급되는 기독교 세계의 정사에 끼워맞추기 위한 것이다. 그래서 작중 사건들이 구약에서 이스라엘인들이 겪은 일들과 동시기에 일어났다는 식으로 연결되곤 한다. 그래서 LGÉ의 게일인들은 외국의 땅에서 노예 신세가 되었다가 탈출해서 광야를 떠돌고 끝내 "약속된 땅" 아일랜드에 이르게 되는 것이다. 또한 기독교 이전에 신앙된 드루이드교의 켈트 신화를 기독교 신학과 역사학의 관점으로 해석해서 습합시켰다.
LGÉ의 형성에 중대한 영향을 끼친 기독교 신학서로 다음 네 책이 꼽힌다.
- 아우구스티누스 히포넨시스의 『신국론』(413년–426년)
- 파울루스 오로시우스의 『이교도 대항사』(Historiae adversum paganos, 417년)
- 에우세비오스 카이사레이아스의 『보편사』를 히에로니무스가 라틴어로 번역한 『시대의 서』(379년)
- 이시도루스 히스팔렌시스의 『어원사전』(7세기 초)

그러나 기독교 이전의 흔적들이 완전히 지워진 것은 아니었다. 예컨대 LGÉ에 실린 시들 중에는 게일인이 아일랜드를 정착했을 때 투어허 데 다넌 여신이 게일인 남편을 얻은 것을 노래하는 시가 있다. 또한 연속되는 침략의 패턴은 티마게네스가 오늘날의 프랑스 땅의 켈트족인 갈리아인이 중부유럽에서 기원했음을 기록한 것을 연상시킨다. 티마게네스는 기원전 1세기 사람인데, 4세기 사람 암미나우스 마르켈리누스가 그를 인용하여 갈리아인의 조상은 동유럽에 살았으나 계속되는 전쟁과 홍수로 서쪽으로 밀려났다고 기록한 바 있다.
아일랜드의 신화적 역사는 7세기-8세기에 셀 수 없이 많은 파편으로 흩어져 전해졌다. 그렇게 "아일랜드의 역사"라고 전해지던 것들이 기록된 것 중 가장 이른 것은 9세기에 웨일스에서 쓰여진 『브리튼인의 역사』에서 찾아볼 수 있다. 이 문헌에는 아일랜드의 초기 역사에 대해 두 가지 이야기를 전하고 있는데, 하나는 이베리아반도에서 여러 민족들이 차례로 건너와 아일랜드를 식민했다는 것으로 LGÉ의 이야기와 판박은 것이다. 다른 하나는 게일인들 자신의 기원에 관한 것으로, 어떻게 그들이 아일랜드인의 "조상"이 되었는지를 이야기한다.
로버트 알렉산더 스튜어트 매칼리스터는 LGÉ가 이 두 개의 독립적인 요소가 융합된 것이라고 생각했다. 즉 하나는 구약의 이스라엘인들의 역사에 대응되도록 꾸며낸 "게일인의 역사"이고, 다른 하나는 게일인 이전의 아일랜드 정착에 관한 이야기들이다(다만 그 역사성은 신빙성이 없다). 후자가 전자의 중간에 삽입된 것이 LGÉ의 형태다. 매칼리스터는 라틴어로 쓰여진 "에린 침략의 서"(Liber Occupationis Hiberniae)가 있었을 것이라는 설도 제기했다.
이 두 줄기의 이야기는 9세기를 거치면서 게일인 역사-시인들에 의해 풍부해지고 정교해졌다. 10세기와 11세기에는 이후 LGÉ로 총집되는 역사시들이 쓰여졌다. LGÉ의 11-12세기 판본에 실려 있는 시들 대부분은 다음 네 시인들의 작품에 기반한 것이다.
- 오허 우어 플렌(936년생–1004년몰) - 시 30, 41, 53, 65, 98, 109, 111 번
- 플란 마니스트레크 막 에크히그린(1056년몰) - 시 ?42, 56, 67, ?82 번
- 타나더(1075년경몰) - 시 47, 54, 86 번
- 길러 콜만 막 길러 삼한더(1072년 활동) - 시 13, 96, 115 번

그리고 11세기에 어떤 익명의 학자가 이 시들과 수많은 다른 시들을 하나로 합쳐서 일관된 산문의 형태로 뽑아냈다. 그 중 일부는 자신이 편저한 것일 테이고 일부는 지금은 전하지 않는 앞선 문헌에서 가져온 것일 터이다. 그렇게 함으로써 가장 초기 판본의 LGÉ가 완성되었다. 언어는 900년에서 1200년 사이에 사용된 게일어인 중세 게일어로 쓰여졌다.

## 내용
『에린 침략의 서』의 내용은 열 개 부분으로 나누어 볼 수 있다.

### 천지창조
기독교 교리에서의 천지창조 이야기를 복습한다. 「창세기」 뿐 아니라 「보물의 동굴」(신약 외경이다) 등 잘 알려지지 않은 문헌들과 『신국론』 같은 기독교 교리서들까지 전거로 사용한다.

### 게일인의 초기사
모든 인류는 아담으로부터 노아의 아들들을 거쳐 비롯되었음을 먼저 설명한다. 노아의 아들들 중 야벳이 유럽인들의 조상인데(야벳족 개념), 야벳의 아들 마곡이 게일인과 스키타이인의 조상이며, 마곡의 손자 페누스 파르사드가 게일인의 중시조가 된다. 페누스는 스키티아의 왕으로, 바벨탑을 지은 72민족의 왕들 중 하나다. 페누스의 아들 넬(Nel)은 이집트 파라오의 왕녀 스코타와 결혼하고 기델 글라스라는 아들을 낳는다. 기델은 바벨탑이 무너지고 언어의 혼란이 발생한 가운데 72언어들 중 좋은 부분들을 선별해서 고이델어를 만든다. 고이델의 후손들인 고이델인, 곧 게일인들은 이스라엘인들이 이집트를 떠났을 때(출애굽기)와 같은 때에 이집트를 떠나 스키티아에 정착한다. 그리고 얼마가 지난 뒤 스키티아도 떠나 이스라엘인이 40년간 황야를 떠돌았듯이 440년을 지구상을 돌아다닌다. 드루이드 카헤르(Caicher)는 그 자손들이 아일랜드까지 닿으리라 예언을 한다. 7년을 바다 위에서 보낸 뒤 게일인들은 마이오티스 늪지대에 정착한다. 그 뒤 크레타와 시칠리아를 거쳐 이베리아를 정복한다. 기델의 후손 브로간은 브리간티아(Brigantia)라는 도시를 세우고 높은 탑을 짓는다. 브리간티아는 오늘날의 에스파냐 갈리시아 지방의 로마 시절 이름이었다. 그리고 브로간의 탑이란 로마인들이 거기에 세운 헤라클레스의 탑을 바탕으로 창작한 것으로 보인다.

### 카사르

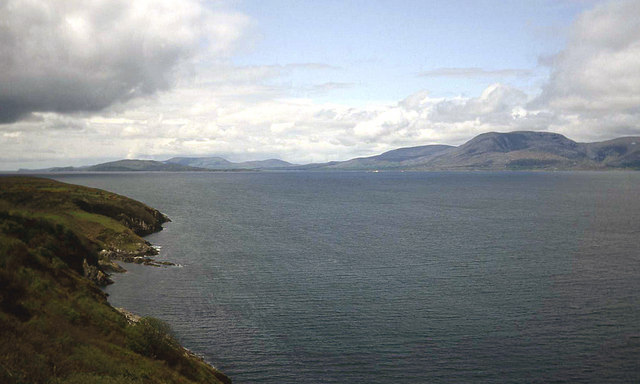
카사르인들이 상륙했다는 반트리만.

『에린 침략의 서』에서 에린 땅에 처음 도래한 민족은 카사르라는 여자가 이끄는 사람들이었다. 카사르는 노아의 아들 비흐(Bith)의 딸인데, 노아의 대홍수 때 세계의 서쪽 끝으로 가라는 예언을 들었다. 그들 무리는 배 세 척에 나뉘어 탔지만 두 척은 해상에서 침몰했다. 그들은 대홍수가 닥치기 40일 전에 에린에 당도했고, 오늘날의 반트리만에 상륙했다. 생존자는 카사르를 비롯한 여자 쉰명과 남자 세명, 핀탄 막 보크라, 카사르의 부친 비흐, 그리고 라드라(Ladra)였다. 핀탄은 카사르와, 비흐는 바르핀드(Barrfind)와, 라드라는 알바(Alba)와 결혼했고, 나머지 여자 쉰일곱 명은 세 남자에게 분배되었다. 그러나 비흐와 라드라는 곧 죽었고 라드라는 에린 땅에 처음으로 매장된 사람이 되었다. 대홍수가 닥치자 연어로 변신한 핀탄 혼자 살아남고 나머지는 다 죽었다. 핀탄은 이후 수리로, 또 매로 변신하면서 대홍수 이후 5,500년을 더 살면서 에린 땅의 역사를 지켜본 뒤 다시 사람이 되어 자신이 본 것을 구술했다.
이 이야기의 조금 초기 판본에서는 카사르의 역할을 맡은 여자의 이름이 반바라고 한다. 반바는 포들라, 에리우와 함께 삼상신을 이루는 켈트의 여신이며, 이 세 자매의 남편은 각각 막 쿠일(개암의 아들), 막 케크트(쟁기의 아들), 막 그레네(태양의 아들)였다. 즉 카사르 이야기는 원래 이들 켈트의 신들의 이야기로 전해오던 것이 기독교화된 것으로 여겨진다. 핀탄/막 쿠일은 또한 우물에 떨어진 개암 아홉 개를 먹고 세계의 모든 지식을 얻게 된 연어 브라단 파서와 연관이 있을 수도 있다. 카사르와 동행한 여자들의 이름은 세계의 다른 민족들을 연상시키는데, 알바는 브리튼인, 에스파(Espa)는 에스파냐, 게르먼(German)은 게르만족, 고히엄(Gothia)은 고트인, 트라거(Traiger)는 트라키아인 등이다. 즉슨 이들의 에린 도래는 아일랜드 역사의 시작이 전세계의 창조의 축소판으로서 묘사된 것이다.

### 파르홀론
카사르인이 전멸한 이후 에린 땅은 300년 동안 무주지였다가, 마곡의 후손인 파르홀론이 이끄는 사람들이 두 번째로 도래했다. 그들은 고티아, 아나톨리아, 그리스, 시칠리아, 이베리아를 거쳐 에린으로 항해해 왔다. 파르홀론의 아내는 델그너트이며 부부 사이에 네 명의 아들이 있어 군장(君長)이 되었다. 파르홀론과 사람들이 상륙했을 때 에린 땅에는 평야가 한 개, 호수가 세 개, 강이 아홉 줄기 뿐이었다. 그들은 평야 네 개를 더 개간하고 호수 일곱 개를 더 뚫었다. 에린 땅에 소치기, 쟁기질, 요리, 양조를 도입한 것이 그들이었으며, 또한 섬을 네 권역으로 나눈 것도 이때부터였다. 파르홀론인들은 키홀 그리켄코스가 이끄는 정체불명의 포모르라는 존재들과 싸움을 해서 이겼다. 하지만 그 뒤 돌림병이 돌아 1주일만에 남자 5천 명과 여자 4천 명이 모두 전멸하고 투언 막 카릴이라는 남자 한 명만 살아남았다. 핀탄 막 보크라와 마찬가지로 그 역시 변신해가며 수백 년 동안 살면서 에린의 역사의 목격자가 되었다. 또한 파르홀론의 아내 델그너트가 시종과 간통했다는 이야기도 이 장에 실려있다.
"파르홀론"이라는 말은 어원적으로 켈트어가 아니라 라틴어 이름 바르톨로메우스(Bartholomaeus)에게서 유래했으며, 때문에 파르홀론 이야기는 켈트 신화가 아니고 순전히 기독교도 저자들의 창작으로 보인다. 그 이름은 히에로니무스나 이시도루스 히스팔렌시스의 기독교 유사역사서에서 차용한 것으로 추측된다. 포모르는 자연의 부정적이고 파괴적인 힘, 즉 혼돈·죽음·어둠·역병·가뭄 같은 것들을 상징하는 고대의 신격들로 해석된다.

### 네메드

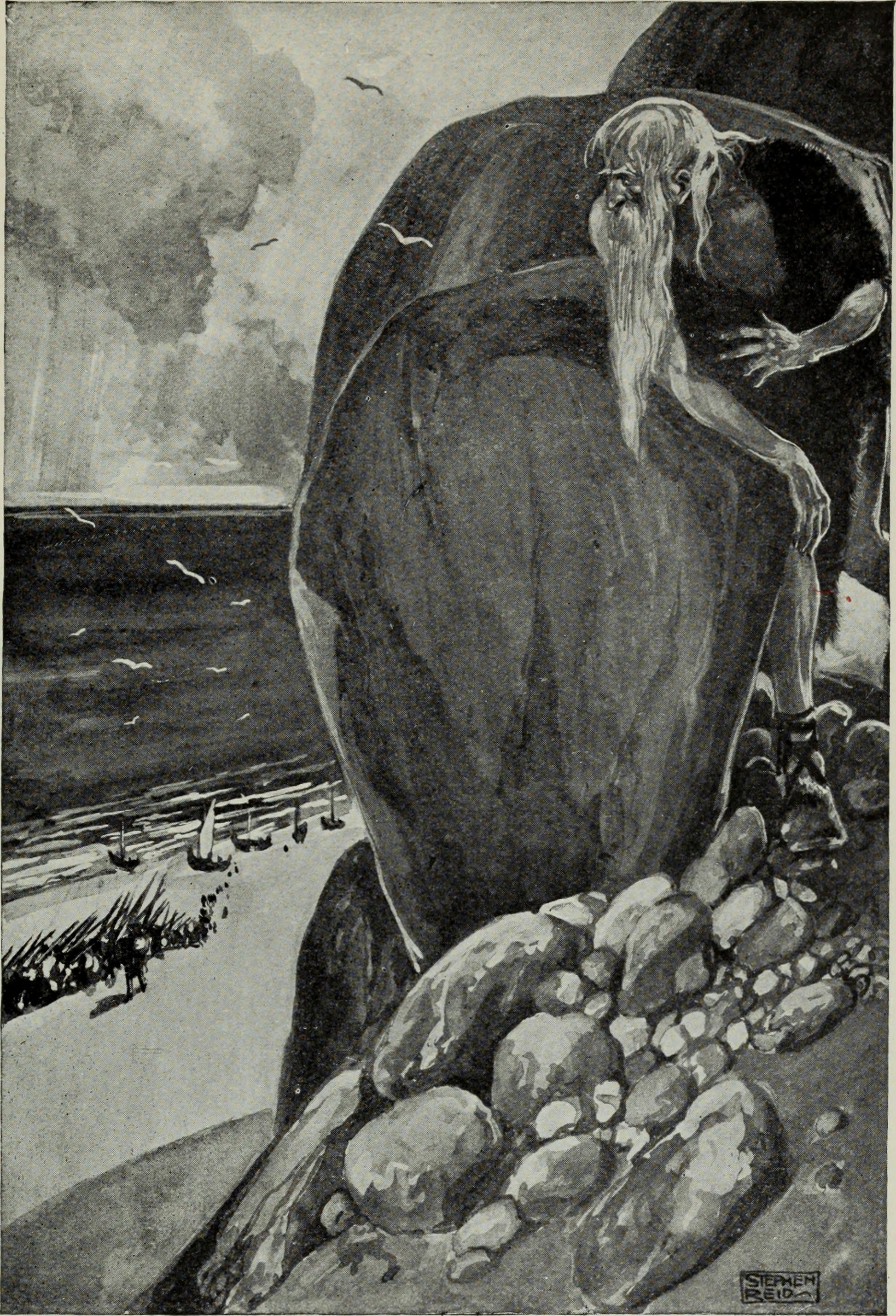
〈네메드를 지켜보는 투언〉. 스티븐 레이드가 그린 『켈트 인종의 신화와 전설』(T. W. 롤스턴 저, 1911년) 삽화

이후 에린은 다시 30년동안 무주지였다가, 세 번째 민족이 도래했다. 이번 도래인의 지도자는 네메드였는데, 그 역시 마곡의 후손이었다.
그들은 카스피해에서 배 44척으로 출발했으나 1년 6개월간의 항해 이후 배 한 척만 살아남아 에린에 닿았다. 네메드와 아내, 그들의 군장 아들 네 명 등이 유일한 배의 탑승자였다. 네메드인들은 평야 열두 개를 개간하고 성 두 개를 지었으며, 호수 네 개를 뚫었다. 그들은 포모르와 네 번 전투하여 승리했다.
네메드 본인을 비롯해 다수가 역병으로 죽은 뒤, 네메드인들은 포모르 코난드와 모르크에게 압제를 당했다. 서우인 날마다 자식들과 밀과 우유의 수확량 중 3분의 2를 포모르에게 바쳐야 했다. 네메드인들이 포모르에게 이렇게 조공을 바친 것은 “어둠과 질병의 힘이 기승하는 계절인 겨울이 시작할 때에 제물을 바치던 시절의 희미한 기억”일 수 있다. 결국 네메드인들은 들고 일어나서 3만 명은 바다에서, 3만 명은 육지에서 코난드의 성탑을 공격했다. 그래서 코난드를 무찔렀으나 뒤이어 모르크가 공격해오자 네메드인들은 죄다 모르크에게 죽거나 바다에 쓸려가 버리면서 전멸했다. 30명이 탄 배 한 척만 살아남아 탈출했는데, 그 중 일부는 “세계의 북쪽”으로 갔고, 일부는 브리튼섬으로 가서 브리튼인의 조상이 되었고, 일부는 그리스로 갔다.

### 피르 볼그
그리스로 간 네메드인들은 그리스인들의 노예가 되었고 흙부대를 지고 옮기는 일을 했다. 230년을 그렇게 지내다가 탈출하여 에린으로 돌아갔는데, "부대/가방의 사람들"이라는 뜻의 피르 볼그라고 불렸다. 피르 볼그는 피르 돔난과 피르 갈리엔이라는 두 집단으로 이루어져 있었으며, 다섯 명의 군장들이 그들을 이끌었다. 이 군장들은 에린 땅을 다섯 구역으로 나누었다. 간 막 델라는 투어부운, 센간 막 델라는 다스부운, 겐난은 코나크타, 루드라거 막 델라는 울라, 슬라이너 막 델라는 라긴을 취했다. 그리고 에린 섬 전체의 왕으로 아르드리라는 왕위가 처음 만들어졌다. 이후 37년간 피르 볼그 아르드리들이 계승되면서 에린을 다스렸다.

### 투어허 데 다넌

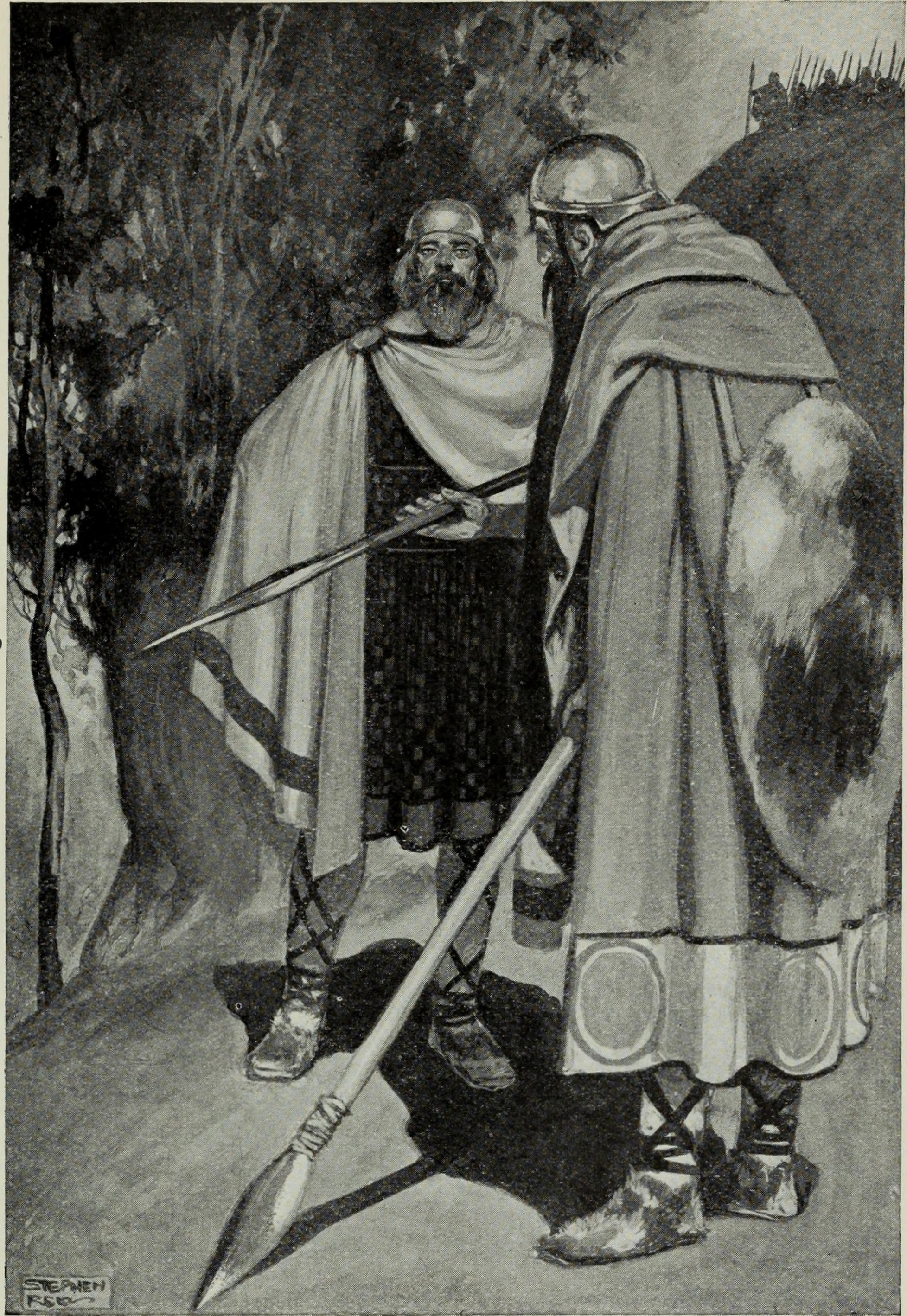
티러이 벌판 전투가 벌어지기 전 서로 접견하는 피르 볼그와 투어허 데 다넌의 대표들. 스티븐 레이드 그림.

네메드인들 중 북쪽으로 갔던 이들은 투어허 데 다넌이라고 한다. 이들은 아일랜드가 기독교화되기 전에 신앙되었던 드루이드교의 신들을 표현한 것으로 여겨진다. 투어허 데 다넌은 어두운 구름을 타고 슬리어브 언 이어런 서쪽에 내려왔으며, 네 가지 보물을 갖고 왔다. 그들은 제1차 티러이 벌판 전투에서 피르 볼그와 싸워 승리했다. 판본에 따라 피르 볼그는 아일랜드 본섬에서 완전히 쫓겨나 외딴 부속도서들에 정착했다고도 하고, 투어허 데 다넌이 코나크타를 그들에게 내주었다고도 한다.
투어허 데 다넌의 왕 누아다 아르게틀람은 전투에서 팔을 잃었기 때문에 아르드리가 될 수 없었고, 포모르 혼혈인 오하드 브레스가 아르드리가 되었다. 그러나 브레스는 정치를 옳게 하지 못했다. 이것은 포모르로 대표되는 병충해가 투어허 데 다넌으로 대표되는 성장을 때대로 압도하는 것을 표현한 것일 수 있다. 브레스 치세 7년차에 의사 디안 케크트와 세공사 크레드너가 누아다에게 은으로 된 팔을 만들어주자 브레스는 쫓겨나고 누아다가 왕이 되었다. 그 뒤 투어허 데 다넌은 포모르와 제2차 티러이 벌판 전투를 치렀다. 포모르 발로르가 누아다를 죽이고, 발로르의 외손자 루 라와더가 발로르를 죽인 뒤 누아다의 후임 왕이 된다. 이후 투어허 데 다넌은 150년 동안 에린 땅을 점유했다.

### 밀레시안

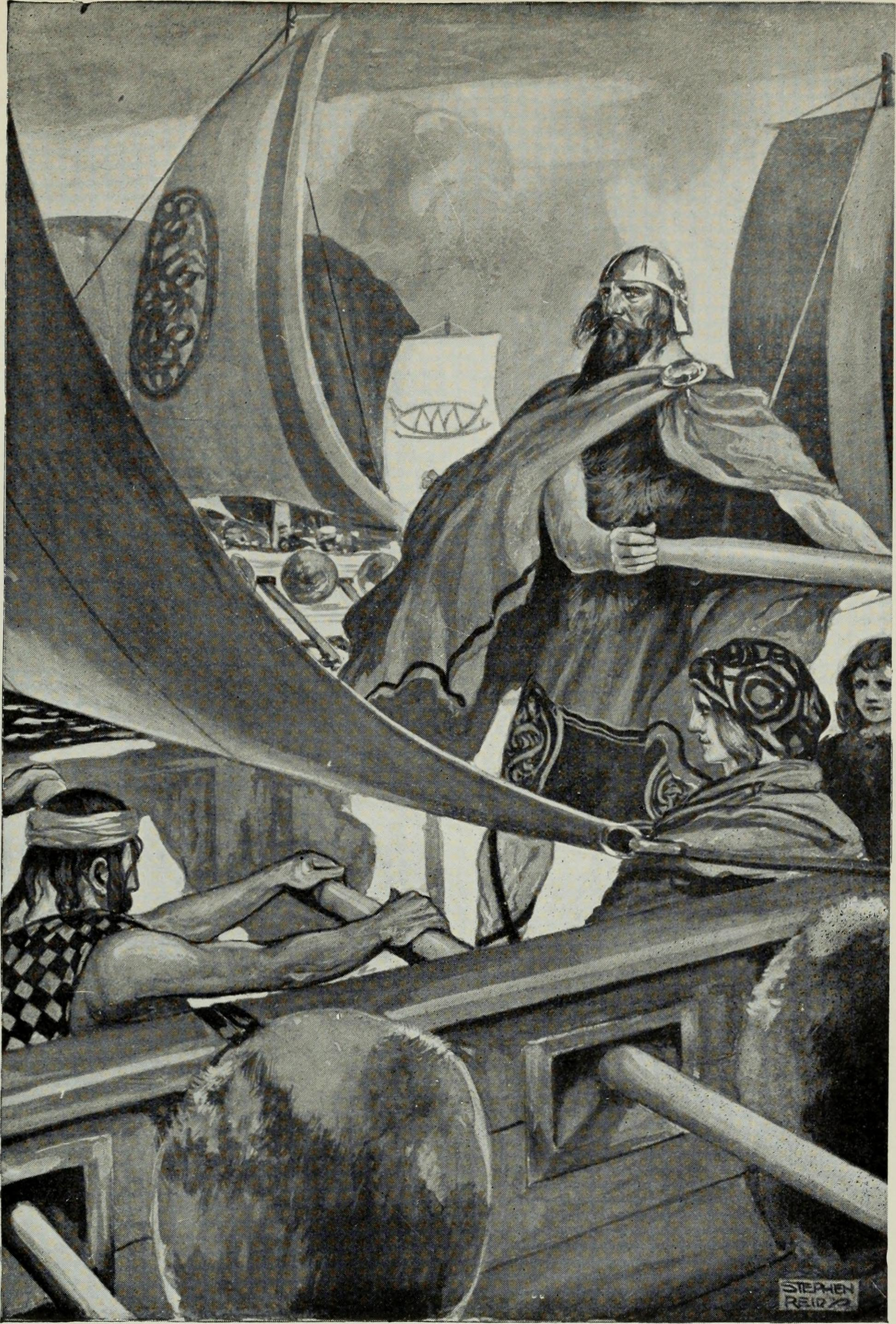
〈밀의 아들들의 도래〉. 스티븐 레이드 그림.

한참만에 게일인들의 이야기로 돌아간다. 브로간의 아들 이흐는 브로간의 탑 위에 올라갔다가 바다 건너 에린 섬을 보게 된다. 이흐는 한 무리의 사람들을 이끌고 건너가서 알러크 네트에서 투어허 데 다넌의 세 왕들을 만난다. 곧 에후르 막 쿠일, 테후르 막 케크트, 케후르 막 그레네다. 그런데 이흐는 정체 모를 누군가들에게 공격당해 살해되고 부하들만 이베리아로 돌아간다. 게일인들은 이흐의 죽음을 복수하고 에린을 정복하기 위해 대군세를 일으켜 쳐들어간다. 그들은 “밀 에스파너의 아들들”이라는 뜻으로 밀레시안이라고 불린다. "밀 에스파너"라는 이름은 "히스파니아의 전사"라는 뜻의 라틴어 "밀레스 히스파니아이"에서 비롯된 것이다.
에린에 상륙한 밀레시안은 투어허 데 다넌과 포모르의 군대와 교전한다. 에린의 수도 타라로 가는 길에 그들은 투어허 데 다넌의 세 왕의 왕비들인 반바, 포들라, 에리우를 만난다. 왕비들은 이 땅에 자신들의 이름을 붙여줄 것을 요청하고, 아메르긴 글룽겔이 그렇게 하겠노라 약속한다. 타라에 도착한 밀레시안은 세 왕들과 접견한다. 세 왕들은 3일간의 휴전을 제안하면서 게일인들이 땅으로부터 파도 아홉 개 거리에 정박할 것을 요구한다. 게일인들은 이에 동의하고 파도 아홉 개 거리만큼 물러가는데, 투어허 데 다넌은 강풍을 소환하여 그들이 다시 상륙할 수 없게 막는다. 그러나 아메르긴이 주문을 외어 바람을 가라앉히고, 강풍에서 살아남은 배들이 다시 상륙한다. 밀레시안은 에린의 지상세계, 즉 이승세계를 다스리고 투어허 데 다넌은 지하세계, 즉 별세계를 다스리기로 하면서 투어허 데 다넌은 지하세계의 입구인 고분들 속으로 사라진다.

### 비기독교인 왕사
성서의 「열왕기」를 따라서 밀레시안의 에린 정복 때부터 5세기 초 기독교가 전래될 때까지 게일인의 왕사를 나열한다. 그 중 대부분은 완전히 전설의 존재거나 반전설적인 존재들이다.

### 기독교인 왕사
이전 장에서 이어지는 내용으로, 『에린 침략의 서』에서 그나마 역사라고 봐줄 만한 부분이다. 여기에 실린 왕들은 동시대의 문헌에 행적과 그 날짜가 기록되고 보존되어 있어 어느 정도 교차검증이 된다.

## 해석
LGÉ는 수백년 동안 정확하고 믿을 만한 사료로 여겨졌다. 17세기 사람 세흐룬 케틴이 『에린 지식 기초』를 쓰면서 인용했고, 또한 『에린 왕국 편년사』를 쓴 네 명의 탁발승도 LGÉ를 광범하게 이용했다. 그러나 오늘날에는 그 역사성이 강한 비판적 검토의 대상이 되었다. 본서의 현대적 평가는 “역사적 날조 내지는 "유사역사"의 전통”에 위치되며, “대체적으로 거짓으로 그럴싸”하고 “허구”적 측면들을 부각한다. LGÉ를 영어로 번역한 아일랜드 고고학자 로버트 알렉산더 스튜어트 매칼리스터는 LGÉ에 정확한 역사적 사실이라고 할 수 있는 부분이 단 하나도 없다(not a single element)고 논했다.
게일인들이 아일랜드에 도래하는 이야기는 기독교도 저자들이 게일인을 이스라엘인과 등치시키기 위해 창조한 것으로 여겨진다. 스키티아를 게일인의 기원 지역으로 설정한 것은 게일인의 또다른 이름인 "스코티인"이 "스키타이"와 피상적으로 비슷한 발음이기 때문이다. LGÉ 외에 다른 중세 유사역사가들도 이와 비슷한 식의 작업을 했다. 제임스 카레이(James Carey)가 "야만 유사역사학의 모범"이라고 평한 이시도루스 히스팔렌시스의 『고트인, 반달인, 수에비의 왕사』는 그저 이름의 유사성만 가지고 고트인과 게타이인이 같은 계통의 민족이며, 그들이 스키타이인과 함께 마곡의 후손이라는 결론을 내렸다. 이베리아에서 건너왔다는 설정도 세 가지 이유로 설명이 가능하다. "이베리아"라는 이름이 아일랜드의 라틴어 이름 "히베르니아"와 발음이 비슷하다는 것이 첫 번째이고, 이시도루스가 이베리아를 “종족들의 어머니 (땅)”이라고 쓴 것이 두 번째이며, 파울루스 오로시우스가 아일랜드가 “이베리아와 브리타니아 사이”에 있다고 기록한 것이 세 번째이다. 게일인들이 마이오티스 늪에 정착했다는 설정은 『프랑크인의 역사의 서』에서,  크레타와 시칠리아를 거쳐갔다는 것은 『아이네이스』에서 가져온 것이다. LGÉ의 다른 부분들은 켈트족의 신화에서 유래한 것인데, 투어허 데 다넌과 포모르 부분이 특히 그렇다. 네메드 및 투어허 데 다넌과 포모르의 대립은 노르드 신화의 에시르-바니르 전쟁과 비교되기도 한다. 피르 볼그는 인간으로서 포모르와 같은 역할을 맡는다.
대부분의 학자들은 이제 LGÉ가 역사가 아닌 신화에 불과하다고 여기지만, 일각에선 여전히 LGÉ가 실제 사건에 느슨하게 기반해 있다고 주장해왔다. 1940년대에 토마스 오 라힐러는 LGÉ 및 초기 게일어 연구에 기반하여 아일랜드 선사시대 모델(오 라힐러 역사모형)을 만들었다. 그는 아일랜드에 켈트족의 네 차례 이주 내지 정복이 있었다는 설을 제기했다. 순서대로 크루힌인 또는 프리타니인(기원전 700년-기원전 500년), 부일그인 또는 에란인(기원전 500년경), 라긴인과 돔난인과 갈리엔인(기원전 300년경), 마지막으로 게일인(기원전 100년경)이다. 그는 LGÉ의 일부 "침략"은 이 역사를 묘사한 것이고, 나머지는 저자들이 창조한 것이라고 보았다. 또한 그는 아일랜드의 비게일 켈트족들이 기원전 100년 이후로도 한동안 번성했으리라 주장했다.